# WiMa Łódź
Klub Sportowy WiMa Łódź – organizacja sportowa założona 28 listopada 1928 roku przy zakładach Towarzystwa Akcyjnego Widzewskiej Manufaktury Bawełnianej w Łodzi.
WiMa rozpoczynała działalność dziewięcioma sekcjami by w roku 1939 uprawiano w niej sport w dziewiętnastu dyscyplinach. Dzięki potężnemu wsparciu ze strony fabryki klub był w stanie ściągnąć praktycznie każdego zawodnika. Przez to WiMa była negatywnie odbierana wśród amatorskich stowarzyszeń. Między innymi w latach 30. WiMa przejęła całą drużynę piłkarską Widzewa.
Klub niesłusznie uważa się za kontynuatora tradycji działającego przed I wojną światową Towarzystwa Miłośników Rozwoju Fizycznego (TMRF). TMRF było organizacją dzielnicową, amatorską natomiast WiMa była klubem fabrycznym. Brak jest odniesienia do TMRF w statucie WiMy natomiast podkreślony jest związek z fabryką.
Po II wojnie światowej klub reaktywowano. W 1949 roku decyzją polityczną WiMa została połączona z Robotniczym Towarzystwem Sportowym Widzew, który przejął jej obiekty sportowe: stadion i halę sportową.

## Sekcja piłki nożnej
W 1932 WiMa po raz pierwszy wystąpiła w łódzkiej piłkarskiej klasie A – w rozgrywkach, których zwycięzca uzyskiwał prawo gry w eliminacjach o I ligę, zespół zajął 4. miejsce. Drużyna Klubu Sportowego WiMa Łódź rozgrywała mecze w klasie A do wybuchu II wojny światowej.

## Sukcesy
Sportowcy reprezentujący klub odnosili sukcesy w różnych dyscyplinach sportowych. Takie postacie, jak bracia Henryk i Wacław Skonieccy, Eugeniusz Stępień, czy Helena Ullrichsowa na trwałe zapisały się w historii łódzkiego tenisa. Z lekkoatletów byli to: Henryka Słomczewska, która była wielokrotną mistrzynią Łodzi w biegach sprinterskich, trójboju i skoku w dal, oraz Aleksander Anikijew, skaczący o tyczce.
Kolarze klubu startowali w najważniejszych wyścigach organizowanych w Łodzi i okręgu. Wacław Kołodziejczyk reprezentował Polskę w Biegu Drużynowym Warszawa-Berlin-Warszawa w 1935, podczas którego zajął 12 miejsce. 
E. Kłodas jako zawodnik WiMy był brązowym medalistą Mistrzostw Polski w boksie w kategorii półciężkiej w roku 1933, a następnie został wicemistrzem w wadze ciężkiej w 1936.. Na gruncie łódzkim liczyli się również bokserzy: Artur Zajdel i Jerzy Olejnik reprezentowali Polskę w meczach międzypaństwowych.
Zapaśnicy klubu w latach 30. regularnie sięgali po drużynowe mistrzostwo Łodzi, a tytuły indywidualne zdobyli, między innymi, Erwin Hintz, Roman Rasała i Czesław Kawał (brązowy medalista w wadze piórkowej podczas mistrzostw Polski w 1936 r.).
W roku 1939 piłkarki ręczne WiMy zdobyły brązowy medal mistrzostw Polski.